# 春に縮む
『春に縮む』（はるにちぢむ）は、山上龍彦の短編小説集。『小説すばる』、『野性時代』、『週刊小説』（1994年～1995年）にそれぞれ掲載された7作品を集めたもので、1996年に河出書房新社から刊行された。

## あらすじ
原節子
「小説すばる」1995年5月号
愛する妻竹子に先立たれた島徳一は、魂が抜けたようになった。二人の娘と息子、それに近所の人々の温かい心遣いによって、立ち直ったかに見えた徳一だったが……。
アキばあさんと孫
「野性時代」1994年7月号
米原八郎は、冷たい態度をとる親戚と無関心な村人に、ダム建設の必要性を説いて回っていた。85歳になる祖母の米原アキは、孤軍奮闘する孫の悲願を達成させるべく奔走することになる。全体が平地で、堰き止める川すらない南床村で……。
行楽日和
「野性時代」1995年7月号
爽やかな風が吹く休日。私は妻と二人の子供を連れて宮登猿ヶ沢遊園へと遊びに行った。いくつかのアトラクションを楽しんだ後、昼食を買いに行った時に迷子を見つける。係員に押し付けられそうになったので理由を聞くと、園内で心中らしき事件があって忙しいとのことだった……。
象の皿計画
「小説すばる」1995年7月号
仕事人間の池内氏には、5歳児の裕という息子がいる。裕が幼稚園児の中で大統領兼将軍となって「ぞうのさら」なる秘密計画を進めているらしい、と妻から知らされても池内氏は、とにかく出世するのはいいことだ、と微笑ましく思っていた。決して冗談では済まされない計画の全貌が明らかになるまでは……。
乱れ雲
「週刊小説」1994年3月18日号
有村は、会社の同僚の未亡人である河北民子に思いを寄せていた。とある事情により、死んだ直後は棘を含んだ視線を投げかけていた民子だが、6年近くも経ったこともあって、有村を迎える態度は満更でもなくなっていた。そう気配を読んで、今日こそ愛の告白をしようとする有村だったが……。
女の吊り橋
「週刊小説」1994年6月10日号
千石館という旅館に、失意のどん底にいる石浜という男が泊まりに来た。部屋を担当する仲居の朱美は、12年前に死んだ恋人にそっくりなのに驚く。朱美の案内で周辺の観光をしていた石浜は、吊り橋の近くで彼女の過去を知る。石浜は「今夜零時、この吊り橋まで来てください」と朱美に言った。二人で人生をやり直すために……。
春に縮む
「週刊小説」1995年5月26日号
ワンマン社長の堀米常二郎は、ある日妻から「従業員が縮んでいる」と知らされる。最初は自分の威厳のせいで恐縮しているだけだろうと楽観していたが、実は肉体に起こった異変だった……。